# Louder (album de Big Ali)
Pour les articles homonymes, voir Louder.
Albums de Big Ali
Urban Electro
Singles
1. Neon Music
Sortie : 5 mai 2008
2. Burn it up (feat. Lucky D)
Sortie : 30 juin 2008
3. Hit the floor (feat. Dollarman)
Sortie : 20 octobre 2008
4. Universal Party (feat. Gramps Morgan)
Sortie : 12 octobre 2009

Louder est le premier album de Big Ali, sorti le 28 mai 2008, il a été suivi par 4 singles. Sur cet album, Big Ali a collaboré avec Kat DeLuna, Florent Pagny, Dollarman, Soundshakerz, Lucky D, Gramps Morgan, Bennie Man, One World, Chaka Demus & Pliers 1 er album réalisé et composé par Teetoff Battery et Akad Daroul au studio Five Music .

## Liste des pistes
| No  | Titre                                         | Durée |
| --- | --------------------------------------------- | ----- |
| 1.  | Louder                                        | 3:35  |
| 2.  | Hit The Floor (avec Dollarman)                | 3:13  |
| 3.  | Hunger                                        | 4:16  |
| 4.  | Shake It Up (avec Kat DeLuna)                 | 4:30  |
| 5.  | Neon Music (Remix 2009 by Soundshakerz)       | 3:22  |
| 6.  | Make Some Noise                               | 3:40  |
| 7.  | Burn It Up (avec Lucky D)                     | 4:07  |
| 8.  | Universal Party (avec Gramps Morgan)          | 3:56  |
| 9.  | Can We Cut                                    | 3:21  |
| 10. | Dancehall Queen (avec Bennie Man & One World) | 3:48  |
| 11. | High Energy                                   | 3:45  |
| 12. | Drop (avec One World)                         | 3:17  |
| 13. | Here We Go Now                                | 3:34  |
| 14. | Fun Time (avec Chaka Demus & Pliers)          | 4:04  |
| 15. | Des Larmes De Sang (avec Florent Pagny)       | 3:38  |
| 16. | I'm Sorry                                     | 3:50  |

## Singles
Big Ali a sorti successivement 4 singles après la sortie de son album.
- Neon Music (sorti le 5 mai 2008)
- Burn it up (feat. Lucky D) (sorti le 30 juin 2008)
- Hit the floor (feat. Dollarman) (sorti le 20 octobre 2008)
- Universal Party (feat. Gramps Morgan) (sorti le 12 octobre 2009)

## Ventes
L'Album Louder n'est rentré que dans le Top 200 album français. 

### France
Louder a eu un meilleur classement de 47e au TOP 200 Album Français et est resté dans le TOP pendant 15 semaines.
Historique du classement : 
- 30/05/2009 : 47e
- 06/06/2009 : 85e
- 13/06/2009 : 101e
- 20/06/2009 : 95e
- 27/06/2009 : 118e
- 04/07/2009 : 118e
- 11/07/2009 : 133e
- 18/07/2009 : 144e
- 25/07/2009 : 167e
- 01/08/2009 : 157e
- 08/08/2009 : 139e
- 15/08/2009 : 131e
- 22/08/2009 : 171e
- 29/08/2009 : 196e
- 05/09/2009 : 200e